# Carlos Contreiras
Carlos Contreiras é um político angolano. Foi o presidente do Partido Republicano de Angola (PREA). O seu partido foi extinto em 2013.